# Huis met de Hoofden
Het Huis met de Hoofden is een groot grachtenpand aan de Keizersgracht 123 te Amsterdam, genoemd naar de zes versieringen in de vorm van hoofden aan de voorgevel ter hoogte van de bel-etage. Het pand behoort tot de 'Top 100 van de Rijksdienst voor de Monumentenzorg' uit 1990. Het is sinds 2017 de vestigingsplaats van het museum Embassy of the Free Mind dat de Bibliotheca Philosophica Hermetica (BPH) ontsluit.

## Geschiedenis
Het huis werd in 1622 gebouwd voor de rijke kousenhandelaar en kunstliefhebber Nicolaas Sohier. Deze had twee extra brede kavels aangekocht, en kocht ook nog een stuk erf van achterliggende huizen aan de Herengracht zodat de tuin extra diep kon worden. Het pand is een van de drie nog in Amsterdam bestaande voorbeelden van een vroeg-17e-eeuws huis met zijhuis (voorloper van het dubbele huis). (De andere twee zijn De Dolphijn en het Huis Bartolotti.)
De trapgevel is bevestigd aan een insnijdend dak aan het dwarsdak van de eerste beuk van het huis (waar een tweede beuk, het zijhuis, achter ligt). De renaissancegevel wordt toegeschreven aan stadsarchitect Hendrick de Keyser, maar is waarschijnlijk uitgevoerd en voltooid in 1622 door zijn zoon Pieter de Keyser; Hendrick de Keyser was in 1621 overleden.
De gevel is rijk versierd met banden, blokjes, klauwstukken, vazen, obelisken, leeuwenmaskers, zuiltjes en een gebroken segmentvormig fronton. Ook een gevelsteen met het jaar 1622 is aanwezig. De muurdammen van de hoofdverdieping zijn uitgevoerd als brede dorische pilasters. Daarboven bevinden zich dubbele pilasters. Een balustrade aan beide zijden van de trapgevel onttrekt een deel van het dak aan het zicht, waardoor het huis hoger lijkt dan het werkelijk is (zie ook het Huis Bartolotti).
De ingangspartij bestaat uit een lage dubbele stoep en een poortje. De stoep heeft nog de 17e-eeuwse balusters. Rechts van het huis staat een poortje, waarachter een gang naar een koetshuis leidde. Boven het poortje is een kamer voor de koetsier gebouwd.
Het dubbele huis heeft aan de achterzijde twee trapgevels in traditionele architectuur, waarvan de rechtergevel in 1954 gereconstrueerd is. Opvallend is het verschil tussen de voor- en achtergevels: de voorgevel is een rijk uitgevoerde trapgevel in de Amsterdamse renaissance in de trant van Hendrick de Keyser, terwijl de gelijktijdig gebouwde achtergevel, een dubbele trapgevel, in de sobere Amsterdamse renaissance is uitgevoerd.

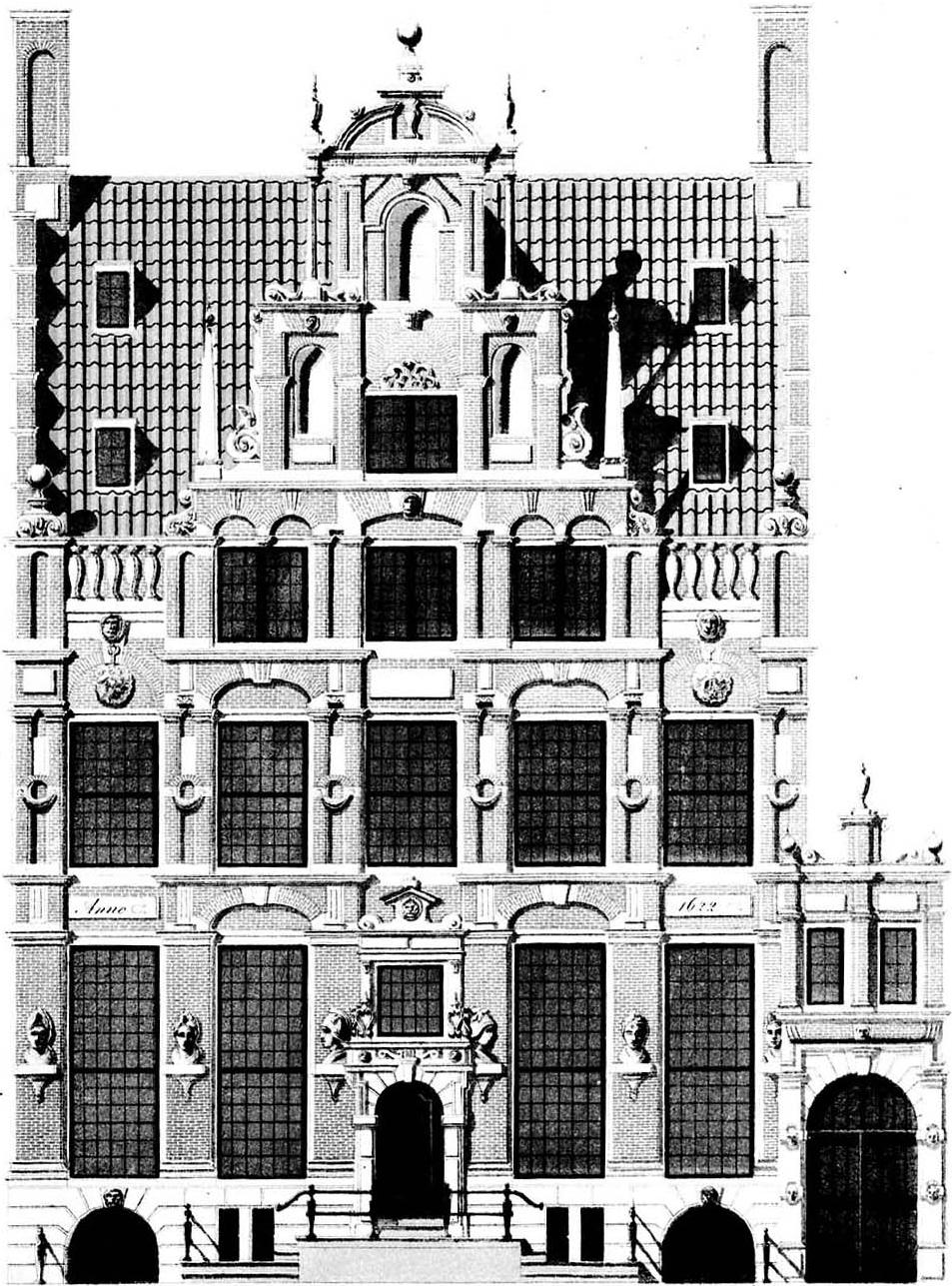
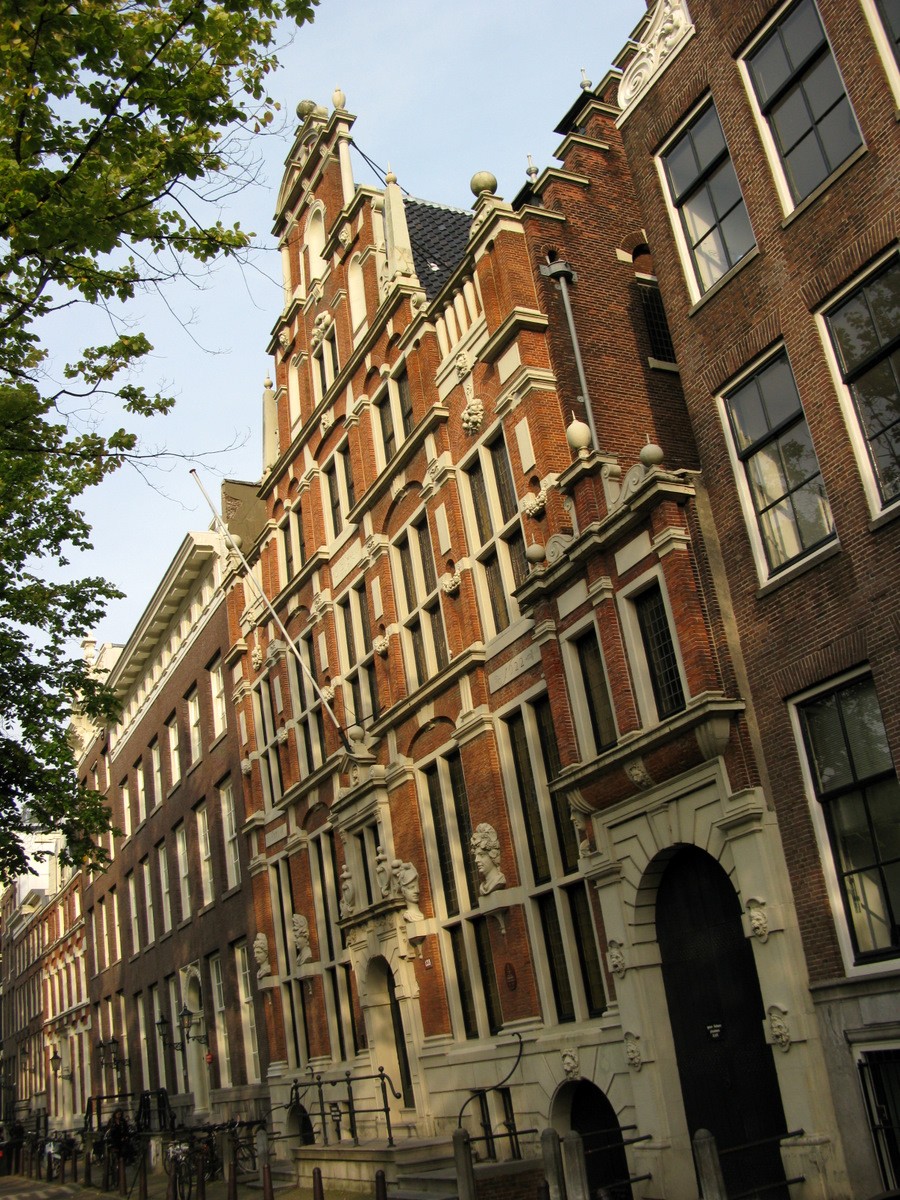
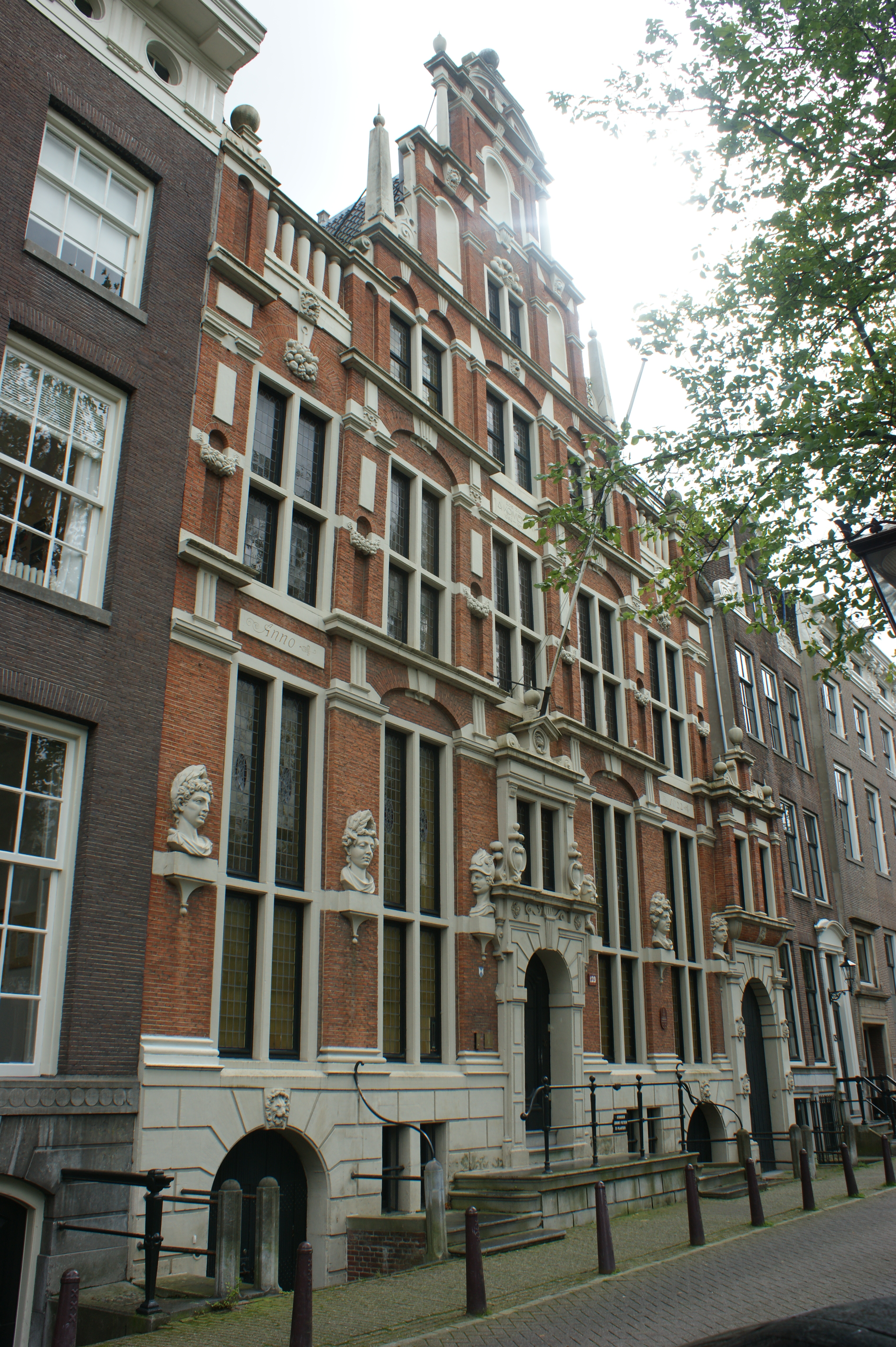
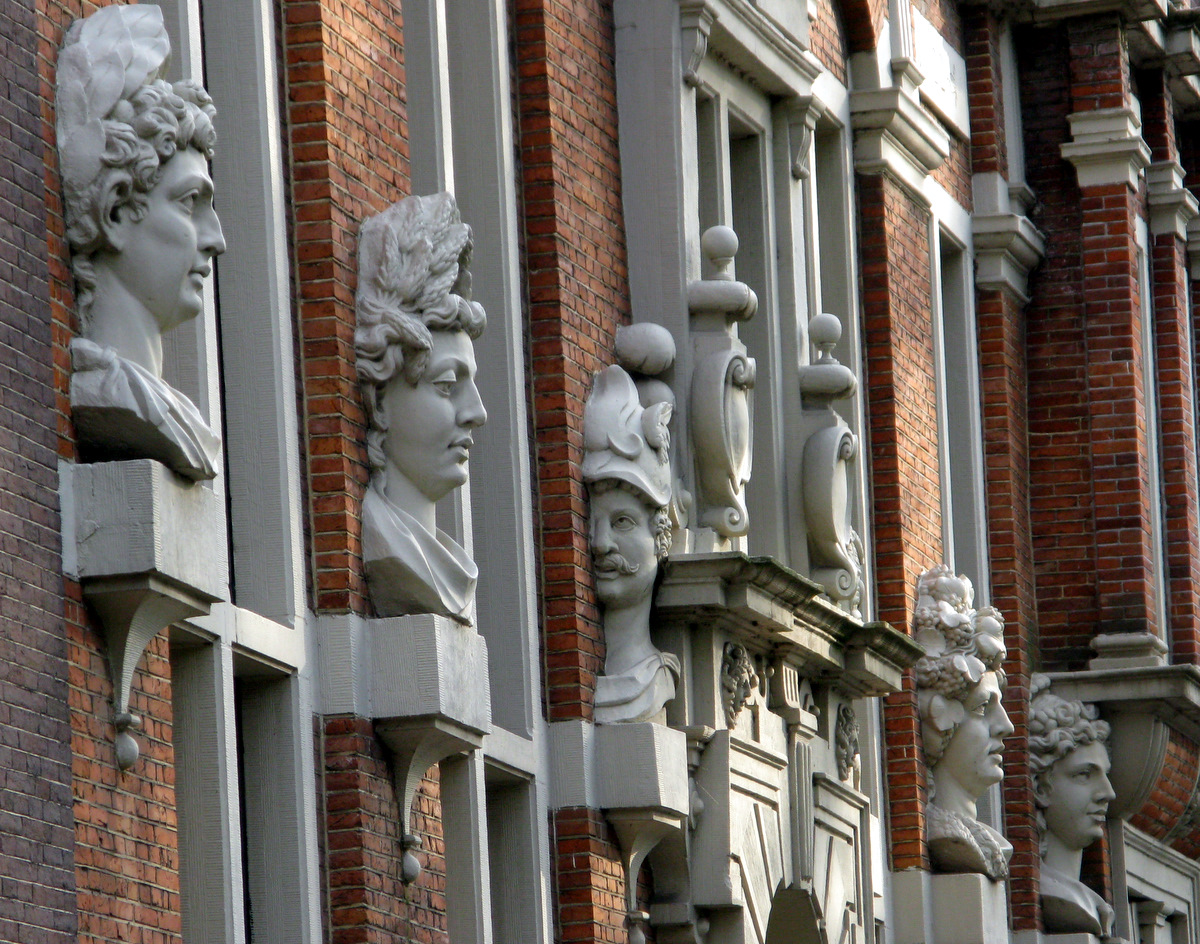

## Gebruikers

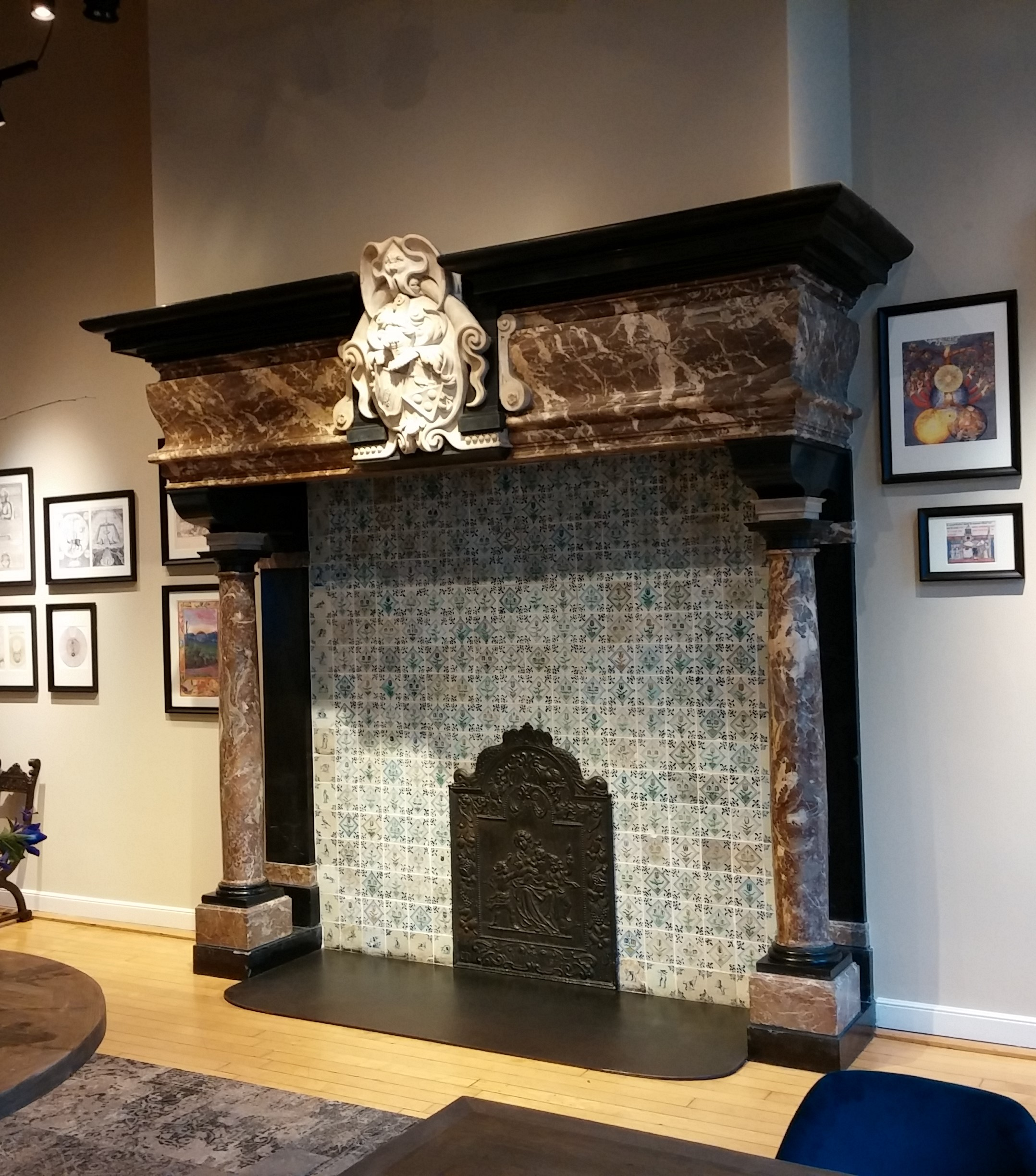
De grote schouw in de achterzaal met het wapen van de familie De Geer

Kort nadat Sohier in het huis was getrokken stierven zijn vrouw en twee dochters. In 1634 verkocht hij het huis aan de wapenhandelaar Louis de Geer. Deze bepaalde in zijn testament dat het huis in de familie moest blijven. Nadat er vier generaties De Geer hadden gewoond (Laurens de Geer liet er bovendien Jan Amos Comenius wonen), kwam het pand in handen van een Zweedse achterneef. Diens zoon verkocht het huis in 1779. 
In 1791 ging de kleinzoon van Diederik van Leyden  — voluit: Diederik Baron van Leyden van Vlaardingen (1695-1764) – in het Huis met de Hoofden wonen. Deze kleinzoon heette ook Diederik van Leyden.
In 1811 vestigde kunsthandel De Roos zich in het pand. Na 1865 was in het gebouw een hbs gevestigd, na 1869 een Openbare Handelsschool.
Na een restauratie in 1907 werd het gebouw van 1909 tot 1931 gebruikt door het Conservatorium van Amsterdam. Daarna was er een bonthandel gevestigd. Na een restauratie, waarbij aanbouwtjes uit 1870 in de keurtuin werden gesloopt, de dubbele achtergevel werd gerestaureerd en een originele schouw werd teruggeplaatst die destijds in het Stedelijk Museum werd bewaard, was sinds 1983 het gemeentelijk Bureau Monumentenzorg in dit pand gevestigd.
Op 12 juli 2005 besloot het college van burgemeester en wethouders dat Bureau Monumenten & Archeologie moest verhuizen naar "De Bazel", het voormalig kantoor van de Nederlandsche Handel-Maatschappij. Deze verhuizing vond plaats in 2007.
Eind februari 2006 werd bekendgemaakt dat het Huis met de Hoofden was verkocht aan zakenman en kunstverzamelaar Joost Ritman. In het pand worden nu congressen, tentoonstellingen, en andere culturele en educatieve ontmoetingen georganiseerd. In 2017 en 2018 bracht Ritman een deel van de Bibliotheca Philosophica Hermetica (BPH) over naar het pand in de vorm van het museum Embassy of the Free Mind. De collectie wordt ook digitaal ontsloten en is via de museumwebsite consulteerbaar. Een onderdeel bevindt zich in de Koninklijke Bibliotheek in Den Haag.

## De zes hoofden
Volgens een legende zouden de zes hoofden verwijzen naar zes rovers. Die zouden het huis zijn binnen geslopen en door de keukenmeid stuk voor stuk met een vleesmes zijn onthoofd. Onlangs is vastgesteld dat het gaat om borstbeelden met zes goden: Apollo met laurierkrans (kunsten); Ceres met rijpe korenaren (landbouw); Mercurius met gevleugelde helm (handel); Minerva (wijsheid); Bacchus met druiventrossen (wijn); en Diana met halve maan (jacht). Deze zes beelden werden pas door De Geer toegevoegd: drie mannen en drie vrouwen, allen met een attribuut. De plaatsing van Mercurius en Minerva, links en rechts van de hoofdingang, wijst erop dat De Geer zich, als 'mercator sapiens', identificeerde met zowel handel als wijsheid.